# 馬田·奧尼爾
馬田·奧尼爾，OBE（1952年3月1日—），北愛爾蘭前足球運動員，於效力諾定咸森林期間贏得歐冠盃，同時亦是北愛爾蘭國腳並曾出任隊長。退役後擔任足球教練。

## 生平
球員時代的马丁·奥尼尔大部分時間都在诺丁汉森林度過，司職中場。當時諾定咸森林乃英格蘭聯賽強隊之一，而馬田奧尼爾效力期間，曾獲得兩屆歐洲冠軍球會杯冠軍（1979、1980）。國家隊則為重心，曾擔任隊長。
退役後馬田奧尼爾開始其執教生涯，起先執教像和诺里奇城這些規模較小的球會。比較突出之執教生涯，則是在1995年接掌莱斯特城的時候。當時李斯特城正在英超作賽，規模小外成績並不突出。但他卻能以球會有限的財力，贏得了兩屆聯賽杯冠軍（1997、2000），進軍歐洲賽。
2000年，他被蘇格蘭班霸招攬，接掌五年間取得三屆蘇超聯賽冠軍（2000-01、2001-02、2003-04），並於2003年打入歐洲足協盃決賽，不過不敵穆里尼奥率領的。2005年，他以照顧患病妻子為由辭職。 
2006年8月4日，英超球會宣佈聘請馬田奧尼爾掌管球隊，至2010年8月9日為止。
2011年12月3日，英超球會宣佈聘請馬田奧尼爾掌管球隊，與新特蘭簽署三年合約，接替因球隊成績欠佳而被解僱的布魯士。
2013年3月31日於聯賽負於曼聯後，近8場聯賽不跨僅得3分，在尚餘7輪賽事位處降班安全線上一個席位，奧尼爾遭新特蘭辭退，是季內第五位被撤退的英超領隊，在任期間帶領球隊在55場聯賽取得16場勝仗。
2013年11月5日，马丁·奥尼尔被任命为新一任爱尔兰国家队主教练，罗比·基恩担任其助教。2015年帶領球隊進身2016年歐洲國家盃。

## 榮譽

### 球員

#### 球會
- 愛爾蘭盃（1）：1970/71年；

諾定咸森林
- 英格蘭甲組〈I〉聯賽（1）：1977/78年；
- 英格蘭聯賽盃（2）：1977/78年、1978/79年；
- 慈善盾（1）：1978年；
- 歐冠盃（2）：1978/79年、1979/80年；
- 歐洲超級盃（1）：1980年；
- 英蘇盃（1）：1977年；

北愛爾蘭國家隊
- 英國本土四角錦標賽（2）：1980年、1984年；

### 領隊
韋甘比
- 英格蘭足球議會聯賽（1）：1992/93年；
- 英格蘭足總錦標（2）：1990/91年、1992/93年；
- 英格蘭丙組聯賽附加賽（1）：1993/94年；

李斯特城
- 英格蘭甲組〈II〉聯賽附加賽（1）：1995/96年；
- 英格蘭聯賽盃（2）：1996/97年、1999/2000年；

些路迪
- 蘇格蘭足球超級聯賽（3）：2000/01年、2001/02年、2003/04年；
- 蘇格蘭足總盃（3）：2000/01年、2003/04年、2004/05年；
- 蘇格蘭聯賽盃（1）：2000/01年；

愛爾蘭國家隊
- 歐洲國家盃入圍資格（1）：2016年；